# Datamat

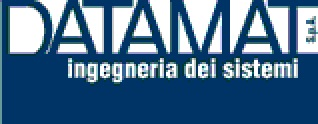
Datamat Ingegneria dei Sistemi S.p.A. 1996 - 2000

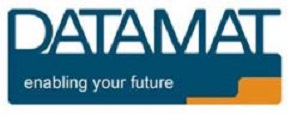
Datamat S.p.A. 2000 - 2005

Datamat è stato un gruppo italiano attivo nel settore Software & IT Services con sedi in Italia, in Europa e negli Stati Uniti.
Nasce a Roma nel 1971 come Datamat Ingegneria dei Sistemi, una società italiana indipendente da produttori Hardware, specializzata nello sviluppo e realizzazione di soluzioni ICT, integrazione di sistemi e progetti software in settori ad elevata specializzazione e criticità nei mercati Difesa e Spazio, Banche e Finanza, Telecomunicazioni e Pubblica Amministrazione.
Fin dai primi anni ’80, grazie ad attività di scouting a livello internazionale, ha introdotto sul mercato italiano nuove tecnologie tra cui Oracle.

## Storia
Datamat nasce dall'iniziativa di quattro giovani ufficiali della Marina Militare Italiana che dopo la Laurea in Ingegneria Elettronica e alcuni corsi di specializzazione negli U.S.A. in Calcolatori Elettronici e Tecniche per la realizzazione di Sistemi in Tempo Reale, nel 1971 fondano a Roma la società Datamat Ingegneria dei Sistemi SpA.
I quattro ex ufficiali della MMI sono Giancarlo Giglio che riveste il ruolo di Presidente ed Amministratore Delegato dal 1972 al 2001; Franco Olivieri che ricopre il ruolo di Direttore Operativo e Direttore Marketing, nel 2003 diviene Presidente della società; Enrico Cuturi che con incarichi operativi e di indirizzo strategico è Consigliere Delegato di varie società del gruppo e nel 2001 è nel CdA di Datamat SpA e, infine, Ugo Canepa che svolse principalmente incarichi di sviluppo prodotto e commerciale.
Inizialmente l’offerta si rivolge al mercato bancario e finanziario, ma nel corso degli anni ’70 la società consolida la propria posizione estendendo progressivamente l’attività di system integrator verso altri mercati.
Nei primi anni ’80, a seguito dello sviluppo del sistema operativo UNIX e dei database relazionali, Datamat introduce e distribuisce queste tecnologie sul mercato italiano e diviene distributore esclusivo per l’Italia nel 1982 del data base relazionali Oracle. 
Nel 1990, Datamat acquisisce la Fulcrum Technologies Inc. (quotata negli USA al Nasdaq, 1993) società canadese specializzata nello sviluppo di tecnologie di Information Retrieval. L’attività di scouting di nuove tecnologie da introdurre sul mercato italiano (oltre ad Oracle e Fulcrum, Edify e BusinessObjects) consente a Datamat di sviluppare competenze specifiche per l’integrazione di prodotti per l’Asset Management, il Document Management ed il Knowledge Management. 
Nel 1991 la Banca di Roma acquisisce il 75% del capitale della società. Nel 1993 viene scorporata la divisione Oracle e ceduta ad Oracle Italia. Nel novembre 1999 i tre soci fondatori (G. Giglio, F. Olivieri e E. Cuturi), affiancati ad un gruppo di manager ed investitori istituzionali capeggiati da 3i Group, acquisiscono l’intero capitale di Datamat.
Ad ottobre del 2000 Datamat SpA viene quotata sul Nuovo Mercato e successivamente nella sezione TechStar e nell’aprile 2001 avviene la fusione per incorporazione delle società Progetto 11 S.p.A. e Datamat Ingegneria dei Sistemi S.p.A., nella incorporante Datamat S.p.A.
A luglio del 2005 la società Finmeccanica SpA acquisisce il 52,7% del Capitale sociale e nel gennaio 2006 viene perfezionata OPA di Finmeccanica sulla totalità delle azioni Datamat ancora in circolazione.
A marzo 2006 il CdA Finmeccanica delibera il delisting delle azioni e a giugno Finmeccanica detiene oltre il 90% del capitale di Datamat. 
Nel 2007 nasce Elsag Datamat dall'integrazione tra Elsag e 'Datamat, società del gruppo Finmeccanica.

## Sedi
- Via del Ciclismo-00144 Roma (1971)

- Via Simone Martini 126-00142 Roma (1972)
- Fort Luderdale, California USA (1983)
- Piazza Don E. Mapelli 1-20099 S.S. Giovanni, Milano (1986)
- Via Laurentina 760-00143 Roma (1993)

## Il gruppo
Al 2004 il Gruppo era così composto:
Datamat SpA, quotata al Nuovo Mercato nell’ottobre 2000, ha esercitato il ruolo di capogruppo operativa e societaria ed è organizzata in tre divisioni: Governo e Istituzioni, Banche Finanza e Assicurazioni e Telco Media e Utilities.
Consorzio CMS Italia, partecipato da Datamat e da AMS (gruppo Finmeccanica), il Consorzio ha sviluppato sistemi di comando e controllo di nuova generazione per la Marina Militare Italiana.
Consorzio S3LOG, costituito da Datamat, Vitrociset ed Elsag (gruppo Finmeccanica), il Consorzio operava sul mercato della difesa a livello nazionale ed internazionale per la fornitura e l’Outsourcing di sistemi e servizi informatici per la gestione della logistica.
Dataspazio SpA, partecipato da Datamat e da Telespazio (gruppo Finmeccanica), ha svolto attività di System Development e System Integration nel settore spazio, in particolare per la realizzazione di centri di controllo e simulatori satellitari per il “segmento di terra”.
Consorzio Thyraeus, costituito da Datamat e dalla nordamericana EWA IIT, ha proposto al mercato nazionale ed internazionale un’offerta integrata di servizi e soluzioni per la protezione delle informazioni e delle infrastrutture informative nonché soluzioni di intelligence strettamente correlate alle problematiche della sicurezza.
Dedalus Informatica Sanitaria SpA, ha operato nel settore della sanità pubblica e privata con un’offerta integrata di sistemi per la gestione delle cartelle cliniche e sistemi per la gestione amministrativa delle strutture sanitarie.
NetService Srl, ha realizzato soluzioni per l’e-government, con particolare riferimento al settore giustizia.
Datamat Suisse SA, ha operato sul mercato svizzero veicolando l’offerta di prodotti e soluzioni finance del gruppo.
SDB Sistemi Direzionali Bancari SpA, costituita da Datamat e da RDB & Open System, ha sviluppato soluzioni software di "Controllo e Governo" per operatori bancari e finanziari, con particolare riguardo al segmento delle segnalazioni per gli Organi di Vigilanza.
Keycab SpA, ha fornito servizi per il trasferimento di attività sui canali Internet, Intranet ed Extranet.
Metasistemi SpA, ha fornito consulenza e progettazione software, servizi Web e Call Center e di Marketing Communication.
DSI Datamat Soluzioni per le Imprese Srl, ha realizzato soluzioni ERP per le aziende nei mercati industria, distribuzione, farmaceutico e servizi.
L.P.S. S.r.l. (“LPS”) e Unidata Sistemi Finanziari S.p.A. (“Unidata”), hanno operato esclusivamente nell’ambito della linea Banche e Finanza, realizzando prodotti ed eseguendo attività di system integration.
Sysdata Italia S.p.A. (“Sysdata”) e Assist Informatica S.r.l. (“Assist”) hanno operato prevalentemente sulle linee Telecomunicazioni e Utilities, Banche e Finanza e sul mercato della P.A. Locale.
Agenzia d’Informazione Aziendale S.p.A. (“AIA”) ha fornito servizi nel settore della Sanità, ha predisposto un sito di e-procurement destinato alla Pubblica Amministrazione locale e alle imprese.
Consultancy Projects Group S.r.l. (“CPG”) che, anche attraverso la sua controllata Smarten Italia S.r.l. (“Smarten”), ha sviluppato e distribuito prodotti e applicazioni software per il billing di servizi via internet.

## Attività

### Difesa e Spazio
In questo settore l’attività ha riguardato lo sviluppo di sistemi di supporto alle operazioni per la Difesa, in particolare nei sistemi di Comando e controllo, pianificazione di missioni e logistica integrata, accanto a reti di comunicazione HF e sistemi di simulazione ed addestramento. Per lo Spazio ha realizzato software di bordo e software per centri di controllo dei principali veicoli spaziali, nonché sistemi di elaborazione e gestione di dati satellitari per l’osservazione della terra, collaborando direttamente con le agenzie spaziali europea ed italiana.

### Pubblica amministrazione e Sanità
Attività specializzata in alcune aree della P.A. per sistemi di comunicazione e di gestione delle informazioni, uno strumento per l’Intelligence e per la Sicurezza Pubblica. Nel campo della Giustizia le attività contribuirono alla modernizzazione del sistema giudiziario ed al miglioramento dei servizi per i cittadini, in particolare nella giustizia civile. Nei progetti di E-Government per le Amministrazioni, Datamat si è occupata di gestione documentale, supporto decisionale e protezione delle infrastrutture. Le soluzioni per l’Ambiente hanno riguardato la meteorologia, il monitoraggio ambientale e la gestione delle emergenze per la Protezione Civile. Alla Sanità ha proposto sistemi clinici e gestionali in grado di rispondere alle esigenze di interazione fra tutti i protagonisti del sistema sanitario.

### Banche, finanza e assicurazioni
I prodotti e le soluzioni per questo settore erano dedicati all’Asset & Risk Management, Rating, Sistemi di Controllo e Governo e International Banking. L’offerta ha contemplato Full Outsourcing, Facility Management e Business Process Outsourcing con servizi erogati attraverso datacenter ed applicativi di proprietà. Molte di queste soluzioni sono state applicate anche al settore assicurativo per il quale ha sviluppato prodotti specifici.

### Telecomunicazioni, media e utilities
Datamat è stata attiva con sistemi di supporto alle operazioni per la rete ed i servizi ed un’offerta integrata che andava dalla consulenza alla progettazione, implementazione ed evoluzione nel tempo delle infrastrutture abilitanti in ambito wireline, mobile, wireless e satellitare.

## Dipendenti (anno 2000)
Alla data del 30 giugno 2000, il personale complessivo del gruppo Datamat è di n. 1.253 unità, nelle seguenti categorie:
| 5%  | Dirigenti |
| 20% | Quadri    |
| 74% | Impiegati |
| 1%  | Operai    |